# Halictus mesogonus
Halictus mesogonus är en biart som beskrevs av Cockerell 1945. Halictus mesogonus ingår i släktet bandbin, och familjen vägbin. Inga underarter finns listade i Catalogue of Life.